# Elias Portolu
Elias Portolu is een roman uit 1903 geschreven door Grazia Deledda.

## Verhaal
Het verhaal gaat over Elias Portolu, een arme schaapsherder die net is vrijgelaten uit de gevangenis.
Elias keert terug naar zijn familie in Nuoro om zijn leven te beteren, maar hij kan zijn liefde voor zijn broers vrouw Maddalena niet verbergen. Het leidt tot overspel en zij bevalt van een zoon. Hij besluit om priester te worden om zijn zonden te laten vergeven. Ondertussen kijkt hij toe hoe Maddalena en hun zoon zwaar mishandeld worden door zijn dronken en gewelddadige broer. Wanneer zijn broer overlijdt, behoedt zijn geweten hem om zich bij zijn gezin te voegen. Bij de vroege dood van zijn zoon ontvangt Elias uiteindelijk vergeving van zijn zonden.